# Bahnhof Nürnberg Süd
Der Bahnhof Nürnberg Süd (auch: Nürnberg Südbahnhof) war ein nur dem Güterverkehr dienender Bahnhof in Nürnberg und befand sich nördlich des Rangierbahnhofes auf einem Abzweig des Südrings.
Als letzte Bestandteile auf dem Areal wurden 2018 die alten Umladehallen abgerissen.

## Geschichte

### Vorläuferbahnhof
Eine erste als Kopfbahnhof ausgeführte Güterumladestelle gab es bereits seit der Eröffnung des Rangierbahnhofs 1902/03. Dieses sogenannte Umladepodium lag einige hundert Meter weiter südlich des späteren Südbahnhofs. Bereits 1904 wurde es erweitert, da die ursprünglichen acht Gleise für den steigenden Verkehr nicht ausreichten.

### Bau des Südbahnhofes
Mit den weiter wachsenden Gütermengen nach dem Ersten Weltkrieg erfolgten seitens der Reichsbahndirektion Nürnberg von 1923 bis 1929 Planungen für einen modernen Neubau, der die bisherige Umladestation ersetzen und als Durchgangsbahnhof mit sieben Gleisen ausgeführt werden sollte. Die neue nördlichere Lage des Bahnhofs erforderte nach den Planungen vom 14. März 1929 eine Verlegung der damaligen Allersberger Straße (heute: Brunecker Straße) Richtung Osten (heute: Münchner Straße).
Nachdem 1927 326 Wagen im Ein- und 376 Wagen im Ausgang verzeichnet wurden, was einer enormen Belastung des alten Bahnhofs entsprach, verzögerte die Weltwirtschaftskrise noch einmal den Bau der neuen Anlage, ehe mit diesem 1932 begonnen wurde. Anfang September 1933 wurde das Richtfest der Spannbetonkonstruktion im Stile der zweckmäßigen modernen Industriearchitektur gefeiert. Die großen Hallendächer schützten die Arbeiter vor Witterungseinflüssen und ermöglichten aufgrund der Pfeilerkonstruktion trotzdem einen flexiblen Zugang von allen Seiten. Ebenso wurden komfortable Aufenthaltsbereiche für die Beschäftigten eingerichtet. Noch bevor die neuen Hallen ihren Betrieb aufnahmen, beherbergten sie vom 14. Juli bis 13. Oktober 1935 die Jubiläumsschau Die Jahrhundertfeier der Deutsche Eisenbahnen. Hierzu fand eine Fahrzeugschau in den Hallen und auf einem eigens südlich und westlich angelegten Freigelände statt. Zu diesem zählte ebenso ein Personenbahnsteig für Sonderfahrten, als auch eine Schau zum Oberbau von Bahntrassen. Die Ausstellung zählte laut Angaben der Veranstalter rund eine halbe Million Besucher.

### Inbetriebnahme
Direkt nach Ende der Jubiläumsfeierlichkeiten nahm der Güterverkehr am Südbahnhof den Betrieb auf und erlebte sogleich eine deutliche Zunahme des Umschlags, der nicht zuletzt auf die steigende Rüstungsproduktion im Dritten Reich und die zahlreichen Baustellen auf dem benachbarten Reichsparteitagsgelände zurückzuführen ist. Während der Reichsparteitage diente der Bahnhof neben dem Nordbahnhof zudem als sogenanntes „Mitropadorf“: Da die örtlichen Hotelkapazitäten nicht ausreichten, wurden abgestellte Speise-, Schlaf- und Salonwagen für Diplomaten und Ehrengäste zu Hotels auf Schienen, um diese nicht in Lager unterbringen zu müssen. Den Zweiten Weltkrieg überstand der Bahnhof weitestgehend unbeschadet, sodass er nach 1945 wieder sukzessiv seinen Betrieb aufnahm. 1969 wurde mit einem Umschlag von 469.000 Tonnen ein Rekordwert erreicht, der den Neubau einer kleineren Halle westlich der bestehenden zur Folge hatte und die Anzahl der Gleise auf elf erhöhte.
Nachdem seitens der Deutschen Bundesbahn 1976 die Einstellung der Stückgutabfertigung an vielen Nürnberger Güterbahnhöfen erfolgte, verblieb der Bahnhof zusammen mit dem Hauptgüterbahnhof und dem Fürther Hauptbahnhof als einzige Stückgut-Umladestelle. 1985 zählte die Anlage 285 Standplätze auf elf Gleisen mit zwei Brückenstraßen und elf Gleisbrücken. 118 Güterverbindungen, von denen Istanbul die weiteste war, wurden angefahren. 23 befanden sich im Ausland und eine in der DDR. Die Gleise 1, 3, 6, 8, 10 und 11 dienten dem Beladen von Zügen, die Gleise 2, 5, 7 und 9 dem Entladen.

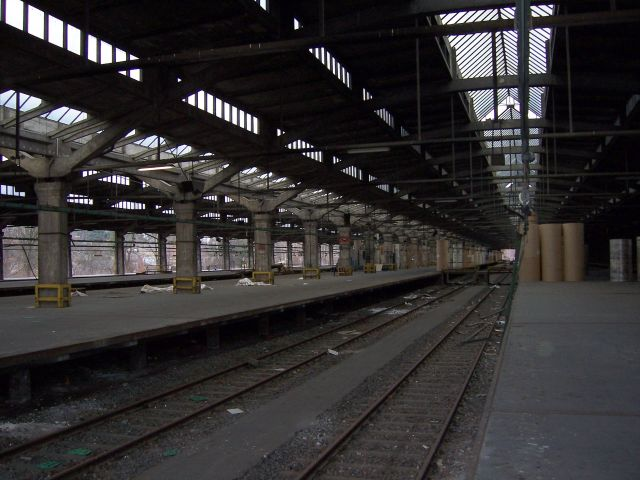
Blick in eine der Umladehallen (2009)

### Stilllegung
Aufgrund des Beschlusses des 12. Deutschen-Logistik-Kongresses, die Anzahl der Güterbahnhöfe in Deutschland bis 2000 auf 35 zu reduzieren, wurde auch der Güterumschlag am Südbahnhof 1998 endgültig eingestellt. Anschließend wurden die Hallen noch als Lager vermietet, standen aber größtenteils leer. Das Areal diente zudem eine Zeit lang als Schrottplatz.

## Nachnutzung

### Neubaugebiet Lichtenreuth
Planungen der Stadt Nürnberg und des Immobilienentwicklers Aurelis sehen im Bereich der Brunecker Straße einen neuen Stadtteil namens Lichtenreuth vor. Es sind 2000 Wohneinheiten geplant, aber auch je ein Drittel Gewerbefläche und ein Drittel Grünflächen. Die Hallen des alten Südbahnhofes mussten aufgrund ihrer Baufälligkeit und hoher potentieller Instandsetzungskosten dem Neubaugebiet weichen und abgerissen werden.
Vom 15. Februar bis 22. April 2018 beschäftigte sich im Museum Industriekultur eine Ausstellung unter dem Namen Vergessen im Süden – Die Umladehallen am Nürnberger Südbahnhof mit der Geschichte des Bahnhofs und der Hallen. Die Ausstellung wurde von der Stadtbild Initiative Nürnberg, dem BauLust e. V. und dem Verein Geschichte für Alle - Institut für Regionalgeschichte organisiert. Auf dem Areal soll in Zukunft eine neu gegründete Nürnberger Universität Platz finden. In diesem Zusammenhang wurde, unter anderem durch die Ausstellung angeregt, eine Debatte über eine mögliche Nachnutzung der Hallen, im Sinne einer Integration in die Universität, geführt. Die Diskussion blieb ergebnisoffen, sodass am 16. Juni 2018 eine von der Aurelis beauftragte Firma unter Kritik von Seiten der SPD aber unter Einhaltung aller Auflagen mit dem Abriss begann.

### Technische Universität Nürnberg
Am 9. Oktober 2018 erwarb der Freistaat Bayern ein 37,5 ha großes Areal des ehemaligen Südbahnhofs, um auf diesem bis 2025 eine Technische Universität mit 6.000 Studenten, rund 220 Professuren und rund 2.000 Hochschulmitarbeitern zu verwirklichen. Der Schwerpunkt der Universität soll im Zukunftsfeld der Technikwissenschaften und dabei rund ein Fünftel der Lehrinhalte im Bereich der Geistes- und Sozialwissenschaften liegen. Geplante Lehrstühle sind Mechatronic Engineering, Quantum Engineering, Biological Engineering, Computer Science and Engineering, Humanities and Social Sciences, Natural Sciences und Mathematics. Mit dem somit angestrebten Verhältnis zwischen technischen sowie geistes- und sozialwissenschaftlichen Grundlagen soll ein neues universitäres Denken in Nürnberg entwickelt werden, dass auch eine Verzahnung von Wissenschaft und Forschung mit der Wirtschaft ermöglichen soll.

## Bilder

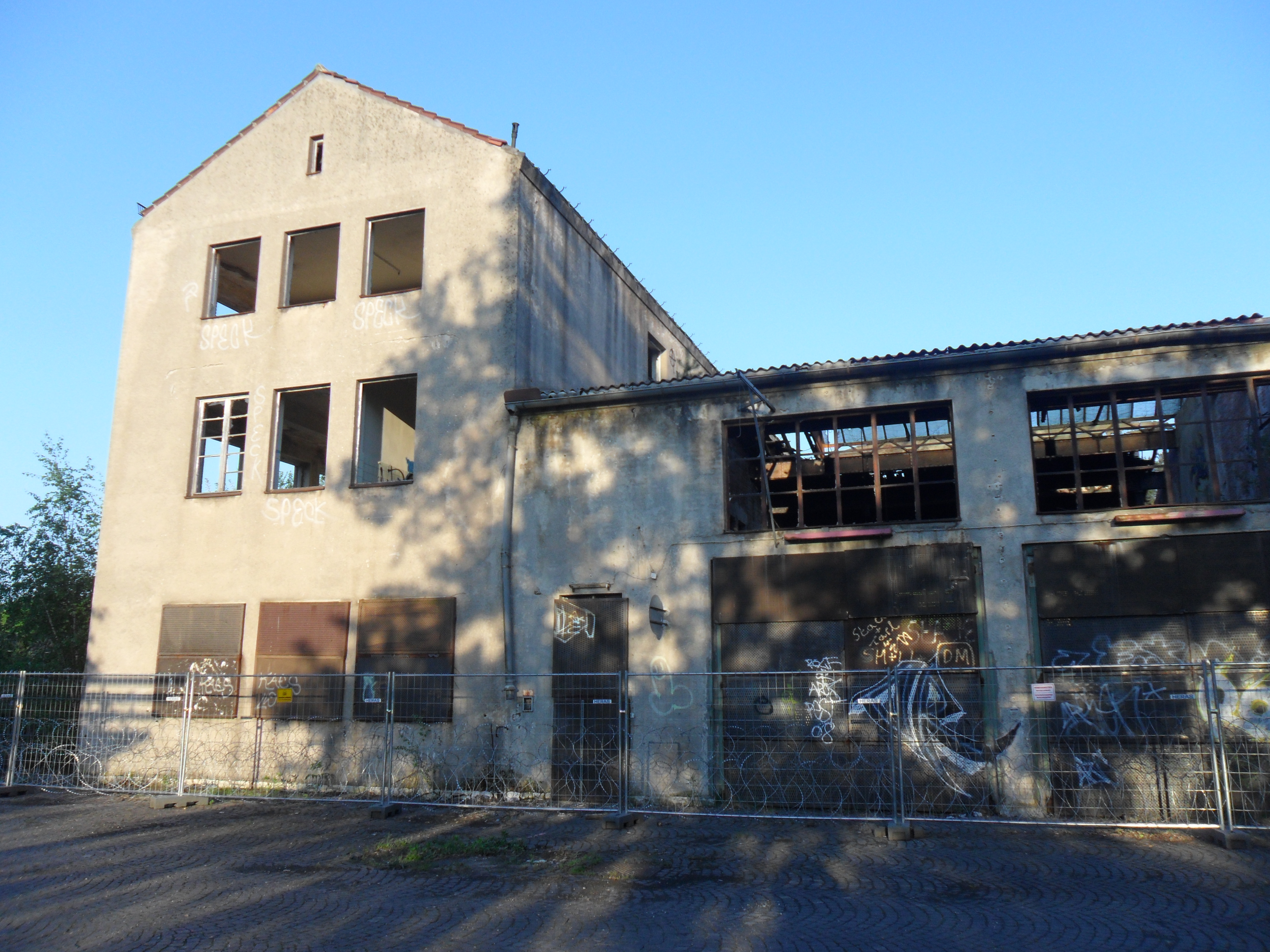
Verwaltungsgebäude (2011)
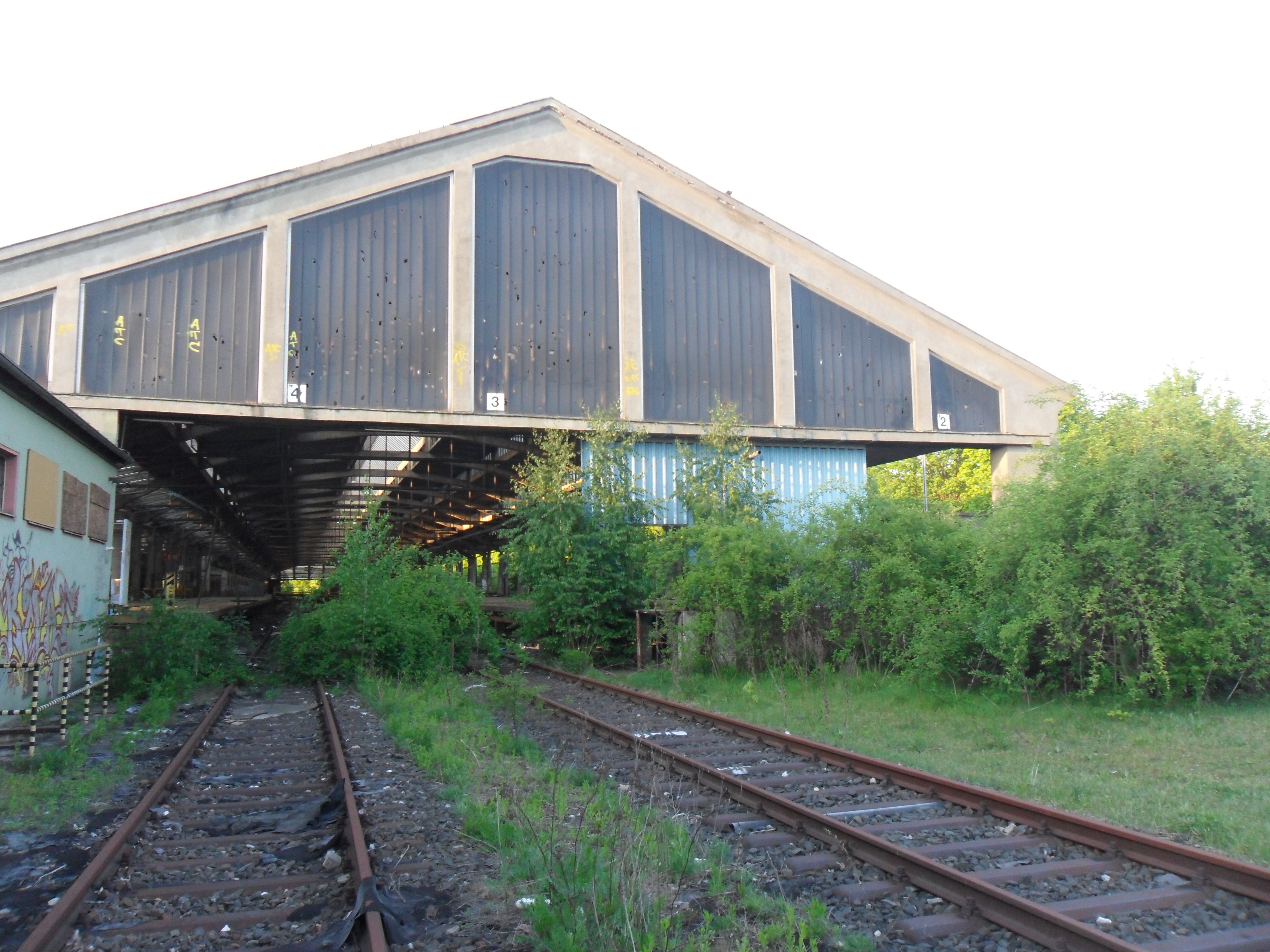
Östliche Halle von Süden (2011)
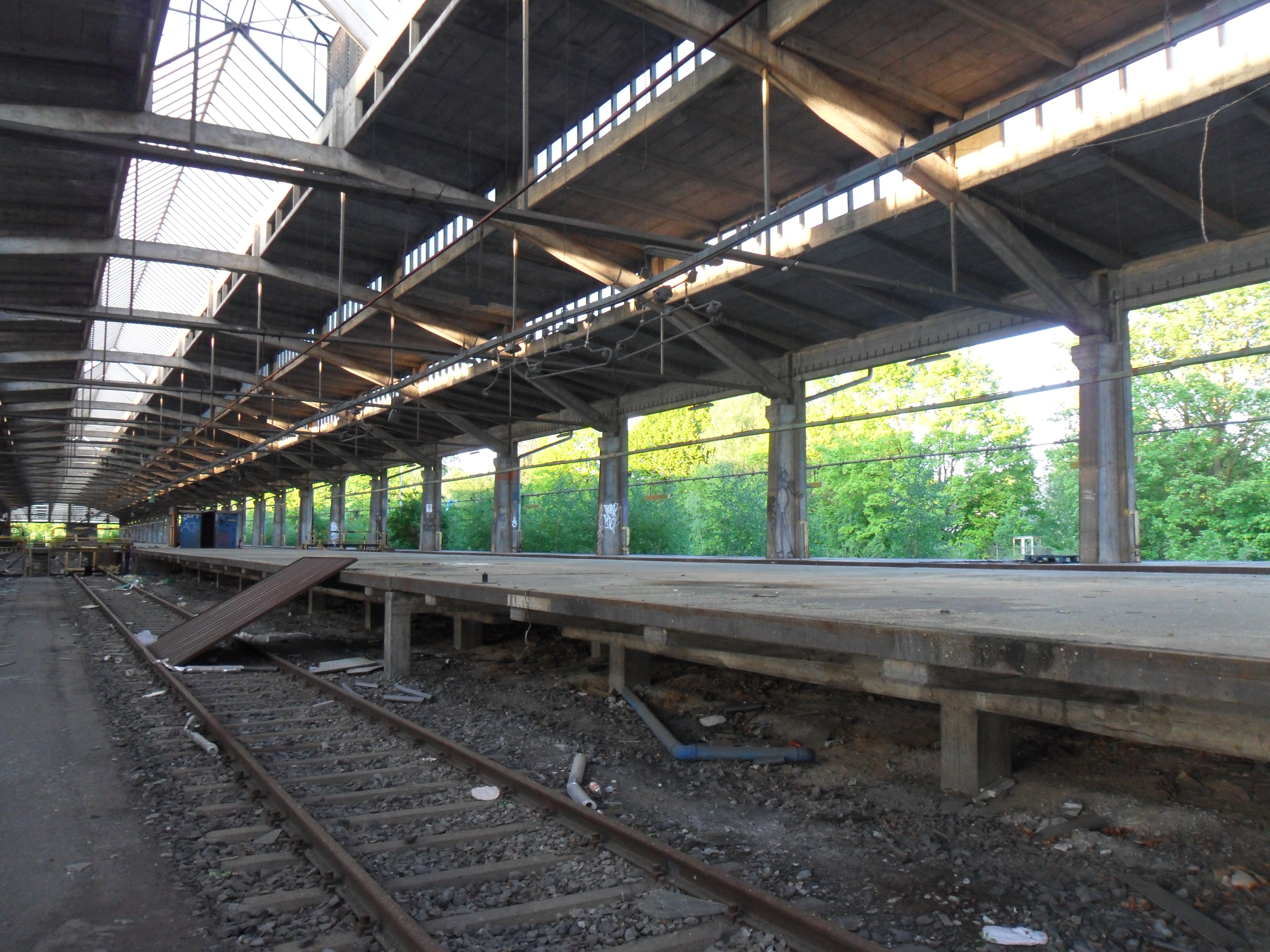
Östliche Umladehalle gen Norden (2011)
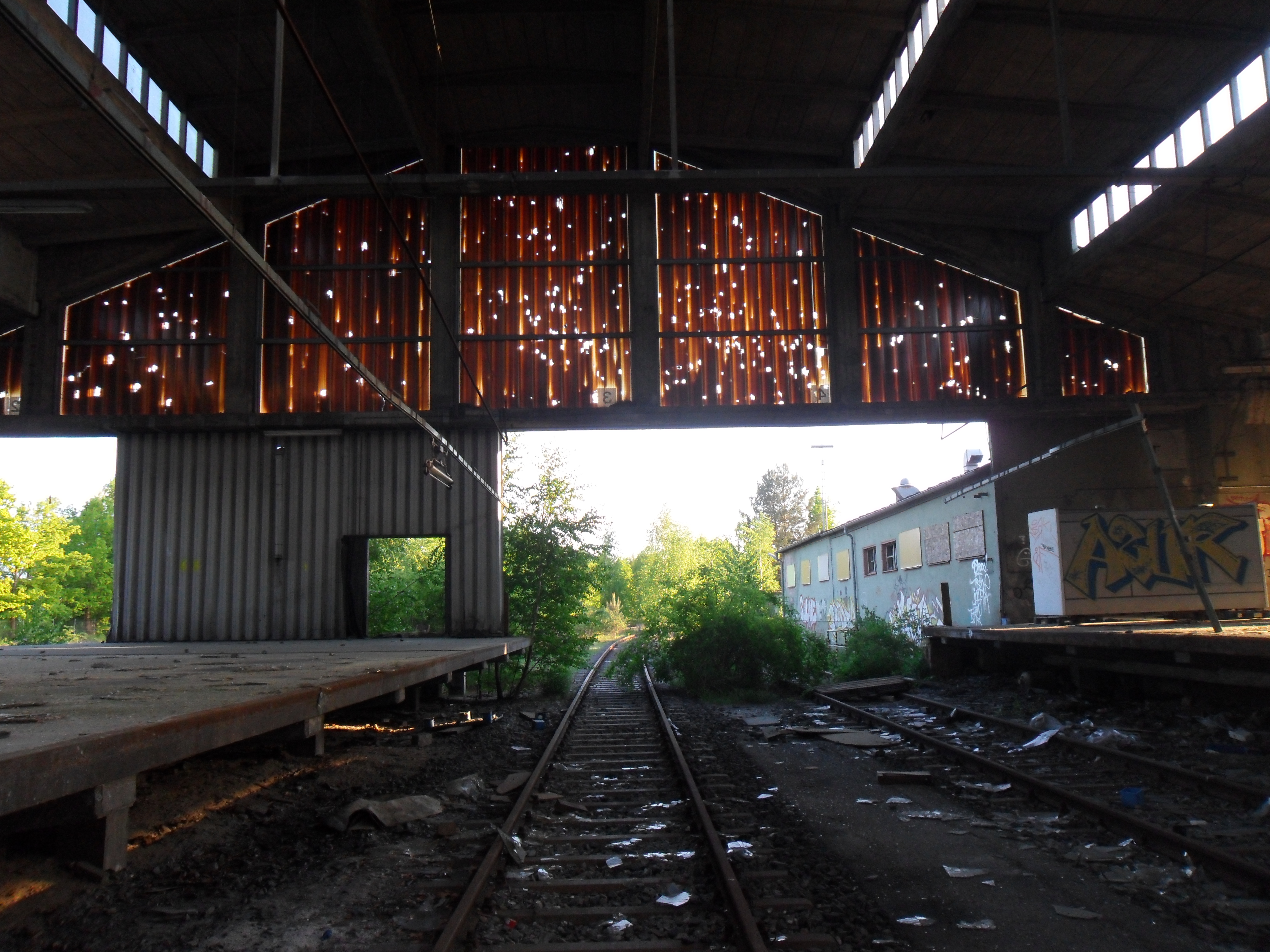
Östliche Umladehalle gen Süden (2011)